# Гимпель, Эдуард Григорьевич
Эдуард Григорьевич Гимпель (род. 15 июля 1949 года в Москве) — советский и российский кинооператор, специалист в области лаборатории и постпродакшена, лауреат премии «Золотой орёл».

## Биография
Родился в семье Григория Гимпеля (1914—?) и Леи Ошеровны Гимпель (урождённой Рабинович, 1918—2002). С 1967 года работал на киностудии «Мосфильм» сначала ассистентом оператора, потом вторым оператором с операторами Валентином Железняковым, Леонидом Калашниковым, Павлом Лебешевым.
Участвовал в создании «Творческой лаборатории „Саламандра“», первой в России кинолаборатории, имеющей международный сертификат Kodak ImageCare, и руководил ей в 1998—2011 годы.
Сыграл небольшие роли в фильмах «Родня» Никиты Михалкова, «Займёмся любовью» Дениса Евстигнеева, «Такси-блюз» Павла Лунгина, «Тайны дворцовых переворотов» Светланы Дружининой, «Пельмени» Геннадия Островского.

## Семья
Сын — Артур Гимпель, оператор-постановщик («Театральный роман», «Внук космонавта», «Рагин», «Юленька», «Любовь-морковь 3», «Искушение», «Моя безумная семья!»).

## Награды
- 2007 — премия «Золотой орёл» с формулировкой «За верность профессии».
- 2011 — премия киноизобразительного искусства «Белый квадрат» Гильдии кинооператоров России в номинации «Операторское признание»[4].